# Gliese 3021
Gliese 3021 o GJ 3021 es una estrella de magnitud aparente 6 que se encuentra en la constelación Hydrus. Es relativamente parecida al Sol, y no está muy lejos de éste. Posee un exoplaneta orbitándola.
dado que es una estrella cercana parecida a un sol, la década pasada GJ 3021 ha sido estudiado con cuidado por primera vez, sobre todo después de que su compañero subestelar fue descubierto. Actualmente se cree que tiene 600 millones de años, aunque la edad estimada tiene un rango que va desde 150 millones a 8.8 mil millones de años dependiendo del método usado para la determinación. La estrella está más enriquecida en hierro, y gira alrededor de su eje más rápidamente que el Sol, y es cromosféricamente activa.

## Gliese 3021 b
Gliese 3021 b es un planeta joviano, o una pequeña enana marrón orbitando aproximadamente a 0.5 UA de su estrella. Cuando recién descubierto, fue anunciado teniendo una masa no menor a 3.45 veces la de Júpiter, un límite inferior que posteriormente fue enmendado a 3.32. Un estudio posterior del asunto ha sugerido que la inhabilidad habitual de determinar la inclinación orbital de un planeta extrasolar por su velocidad radial, ha hecho que esta masa fuera con severamente subestimada. la órbita astronométrica da una inclinación orbital de 11.8 ° y una masa de 16 masas de Júpiter, que harían del objeto una enana marrón.